# Landkreis Eichstätt
Landkreis Eichstätt är ett distrikt (Landkreis) i Oberbayern i det tyska förbundslandet Bayern. Huvudorten är Eichstätt.

## Geografi
Distriktets västra och södra delar tillhör bergstrakten Fränkische Alb. Vid två ställen utgörs den södra gränsen av floden Donau.

## Infrastruktur
Den distriktfria staden Ingolstadt som ansluter söder om Landkreis Eichstätt har två viktiga järnvägsstationer. I distriktet själv finns några mindre järnvägslinjer.